# Joseph Corda

Wappen des Baron de Corda

Joseph Corda  (* 26. November 1773 in Belrupt-en-Verdunois; † 16. November 1843 in Saint-Nicolas d’Acy, (Courteuil)) war ein Baron und Général de brigade der Artillerie in der Zeit der Französischen Revolution, im Ersten Kaiserreich und während der Restauration.

## Militärkarriere
Er trat am 17. September 1792 als Leutnant-Anwärter (Élève sous-lieutenant) in die Artillerieschule in Châlons-sur-Marne ein. Am 18. Juni 1793 wurde er zum „Zweiten Leutnant“ (Lieutenant en second) und am 13. November 1792 zum Lieutenant im „7e régiment d’artillerie à pied“ (7e RAP – 7. Fußartillerieregiment) befördert. Er war während zwei Feldzügen in der Armée de la Moselle als Artillerieoffizier im „7e RAP“ eingesetzt. Immer noch in diesem Regiment wurde er am 29. Juni 1795 per Brevet zum Capitaine befördert. Weiterhin mit seinem Regiment war er mit der Sambre-et-Meuse, der Armée du Nord, der Armée de la Moselle, der Armée d’Allemagne und der Armée du Rhin im Einsatz; unter anderem in der Schlacht bei Hondschoote, den Gefechten bei Orchies, Pirmasens, Pellingen  bei der Belagerung von Luxemburg (1794) und der Belagerung der Festung Ehrenbreitstein (1795).
Am 12. März 1803 übernahm er das Kommando über die 13. Artilleriearbeiter-Kompanie (13ecompagnie d’ouvriers d’artillerie), die er selbst in Metz aufgestellt hatte. Am 20. September 1805 wurde er zum Bataillonschef–Unterdirektor der Artillerie (Chef de bataillon sous-directeur d’artillerie) in Rennes ernannt. In dieser Funktion diente er 1806 in der Armée d'Italie, die vom Maréchal d’Empire André Masséna kommandiert wurde. Er stand 1806 bei der Belagerung von Gaeta  als Kommandant und Direktor der Artillerie.
Bei der Belagerung von Danzig 1807 war er als Direktor der Artillerie und Chef des Stabes der Artillerie in der Truppe von Général Jean Ambroise Baston de Lariboisière eingesetzt. Bei dieser Belagerung wurde er mehrfach leicht verwundet, so erlitt er einige Quetschungen.
Am 6. Mai 1807 wurde Corda zum Colonel befördert und dem Generalstab der Artillerie zugeteilt. Am Feldzug nach Polen war er mit der Grande Armée beteiligt, hier in der Funktion als Direktor und Chef des Artilleriestabes des Armeekorps (Directeur et de chef de l'état-major de l'artillerie du corps d'armée) von Maréchal Jean Lannes.
Am 4. Januar 1807 wurde ihm der Orden eines Chevalier de la Légion d’honneur verliehen.
Am 10. März 1808 in die Artilleriedirektion der Festung Metz berufen blieb er 1809 und 1810 in dieser Funktion und übernahm danach während des Feldzuges nach Walcheren in der gegen die auf Walcheren gelandeten britischen Streitkräfte (Walcheren-Expedition) vorgehenden Armee die Stellung des Chef des Stabes und Generaldirektor der Artillerieparks.
Per Dekret vom 19. März 1808 wurde ihm die Baronswürde verliehen. Die Bestätigung erfolgte durch den Patentbrief vom 7. Juni 1808 in Bayonne.
Am 6. November 1810 zum Général de brigade befördert, übernahm Corda 1810 bis 1812 das Kommando auf Korfu über die Artillerie auf den Ionischen Inseln, danach das Kommando über die Artillerie des 4. Korps der Grande Armée. Mit diesem Korps stand er in den Kämpfen bis zum 13. Februar 1813, als er in russische Kriegsgefangenschaft geriet.
Am 15. Juni 1814 nach Frankreich zurückgekehrt, wurde ihm am 21. Juni das Kommando über die Regiments-Artillerieschule (École régimentaire d’artillerie) in Toulouse übertragen. König Louis XVIII. verlieh Corda am 17. Oktober des gleichen Jahres den Ordre royal et militaire de Saint-Louis. Im April 1815, während der Herrschaft der Hundert Tage gab er seinen Posten auf und übernahm das Kommando über das 8. Armeekorps. Nach der endgültigen Abdikation von Napoleon kehrte Corda in den Dienst des Königs zurück, am 10. Februar 1816 übernahm er das Kommando der Regiments-Artillerieschule in Auxonne. Im Juli desselben Jahres, während der Segnung der Fahnen, hielt er eine mit großem Beifall bedachte Rede in Anwesenheit des Herzog von Angouleme vor dem „Regiment d’Auxonne“ (6. Artillerie-Regiment). Im Le Moniteur vom 22. August 1817 wird in einem Artikel unter der Rubrik Dijon veröffentlicht, dass der Gouverneur der 18. Militärdivision nach Teilnahme an den Übungen der Artillerieschule Auxonne von der guten Leitung dieser Schule durch General Baron Corda zufrieden ist.
Am 1. Mai 1820 wurde Corda zunächst zur Disposition gestellt, jedoch bereits am 1. Juni 1820 wieder reaktiviert und als Vorsitzender der Kommission für die Durchführung von staatlich angeordneten Artillerieversuchen eingesetzt. Am 1. Mai 1821 mit dem Orden eines Commandeur de la Légion d’honneur dekoriert, wurde er am 13. März 1822 als Mitglied in den Artillerieausschuss berufen, in dem er dann vom 22. Dezember 1824 bis Ende 1828 als Assistent tätig war. Vom 16. November 1827 bis 28. Oktober 1834 war er Mitglied des Prüfungsausschusses der „École d'application de l'artillerie et du génie“, als er am 25. Dezember 1830 aufgefordert wurde, das Kommando über die Artillerieschule Toulouse zu übernehmen.
Am 12. August 1831 wurde ihm von König Louis-Philippe I. der Titel eines Lieutenant-général verliehen und am 1. April 1836 wurde er erneut zur Disposition gestellt.
Am 6. November 1836 reaktiviert und als Mitglied in den Artillerieausschusses berufen, behielt er sein Amt bis zum 31. Januar 1840. In der Zwischenzeit war er von Juni bis September 1837 Generalinspekteur der Artillerie. Am 31. Januar 1840 wurde er schließlich in die 2. Reserveabteilung des Generalstabs der Armee versetzt.
In der Liste der Personennamen auf dem Triumphbogen in Paris ist sein Name nicht erwähnt.

## Auszeichnungen
- Légion d’honneur:

Ritter am 4. Januar 1807,
Offizier per königlichem Dekret am  17. Oktober 1814,
Commandeur am 1. Mai 1821;
- Ritter des Ordre royal et militaire de Saint-Louis per königlichem Dekret am 29. Juli 1814.